# Homaloxestis pancrocopa
Homaloxestis pancrocopa is een vlinder uit de familie van de Lecithoceridae. De wetenschappelijke naam van de soort is voor het eerst geldig gepubliceerd in 1937 door Meyrick.